# Metzdorf (Leubsdorf)
Metzdorf ist ein Ortsteil der sächsischen Gemeinde Leubsdorf im Landkreis Mittelsachsen.

## Geografie

### Lage
Metzdorf liegt etwa drei Kilometer östlich von Augustusburg im Erzgebirge. Der Ort liegt zwischen Flöha und großer Lößnitz, bis auf wenige Häuser liegt die Ansiedlung jedoch am rechten Flöhaufer.
Durch den Ort verläuft eine Verbindungsstraße von Hohenfichte zur Staatsstraße 237 Falkenau–Eppendorf im Tal der großen Lößnitz.

### Nachbarorte
| Grünberg    | Hetzdorf                                    | Breitenau  |
| Hohenfichte | Kompassrose, die auf Nachbargemeinden zeigt | Lößnitztal |
|             | Schellenberg                                | Leubsdorf  |

## Geschichte

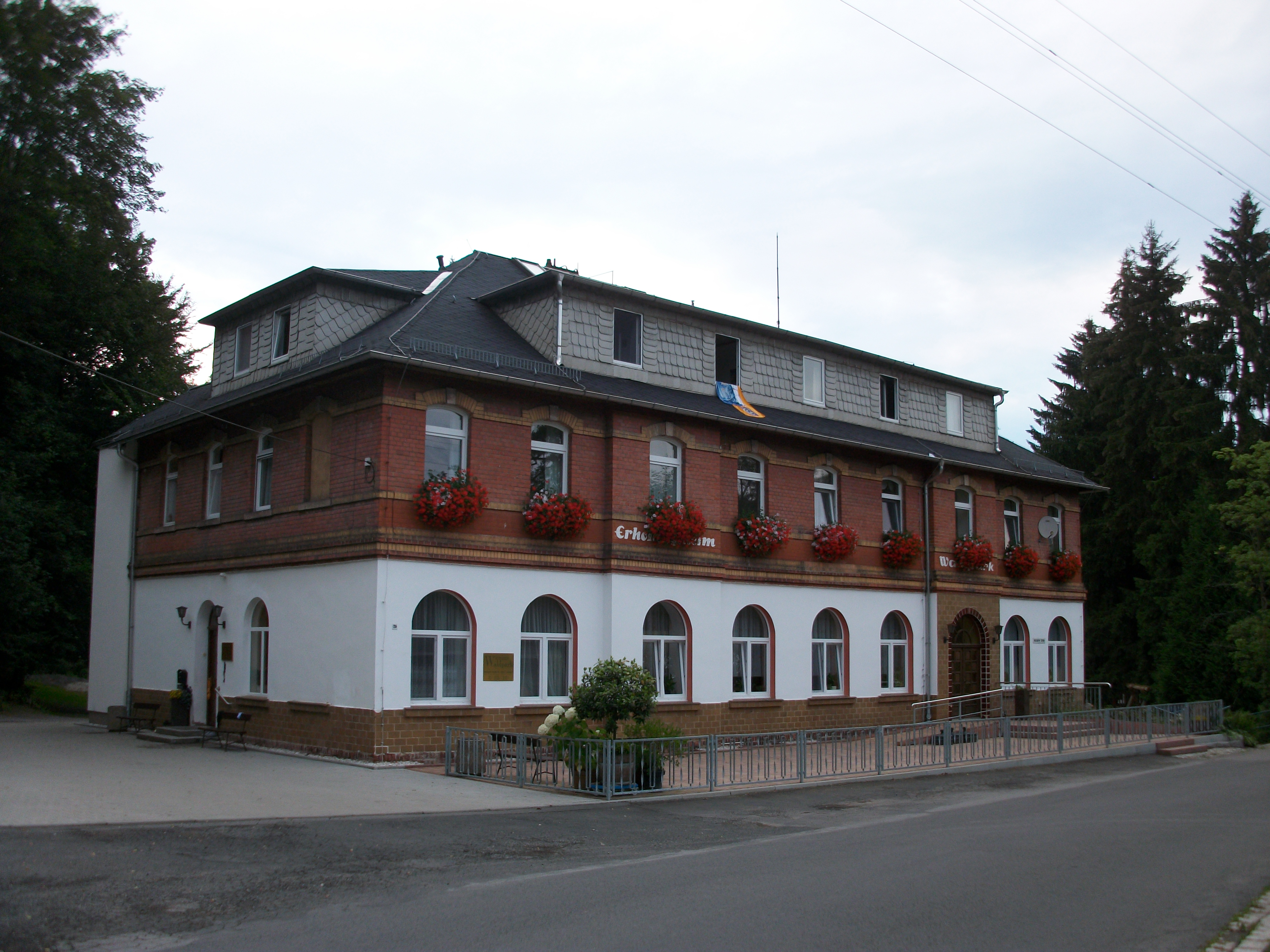
Metzdorf, Christliches Erholungsheim

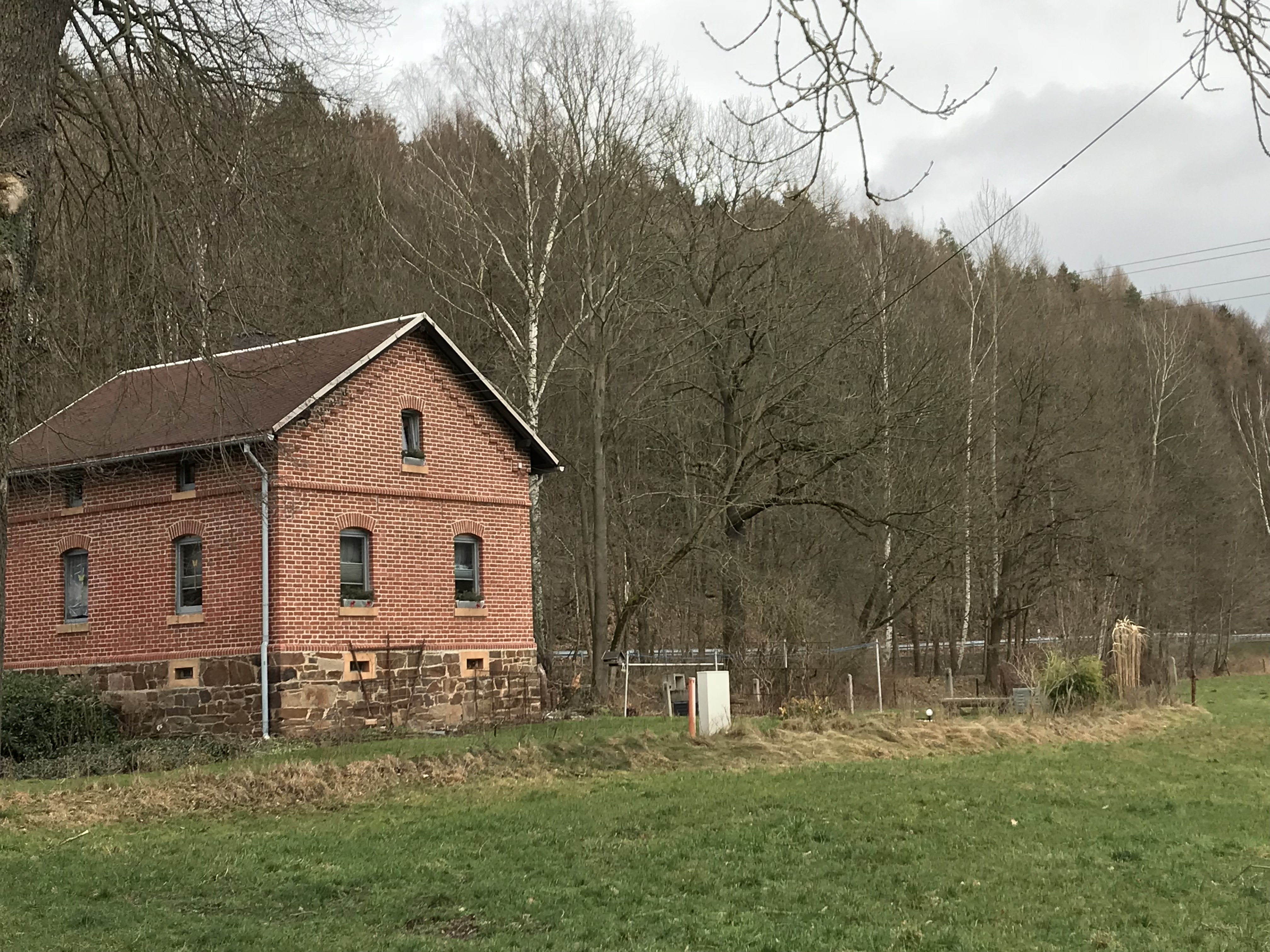
Ehemaliger Haltepunkt Hohenfichte Hp (vormals Metzdorf), Bahnwärterwohnhaus

Die erste urkundliche Erwähnung von Meczelstorf erfolgt 1378. Bereits im 8. Jahrhundert ist der altdeutsche Personenname Mazzo, Koseform Mazzilo, und später mittelhochdeutsch Metzel überliefert. Der Name kommt demnach höchstwahrscheinlich von einer Namensübertragung der Siedler.
Die Metzdorfer Flur breitet sich auf einem niedrig gelegenen Riedel zwischen Flöha und großer Lößnitz vor deren nördlich gelegenen Zusammenfluss aus. Die ursprünglichen 6 Hufen zogen sich entweder entlang des Hangs zum Flöha- oder dem des Lößnitztals. Der Ort war lange Zeit Amtsdorf des Amtes Augustusburg (vormals Schellenberg).
1602 wurde die erste Holzbrücke über die Flöha erbaut, die bis dahin genutzte Furt durch die Flöha wurde abgelöst. 1662 und 1680 wurden ein Neubau der Brücke fällig, da die vormaligen durch Eisgang zerstört wurden. Beim Überqueren der Brücke war Geleitgeld zu zahlen, wofür 1786 ein Brückenzollhaus errichtet wurde. Die Konstruktion der heutigen, 1832 errichteten, gedeckten Holzbrücke gleicht der in Hennersdorf über die Zschopau. Sie ist 55 Meter lang und 4,6 Meter breit.
Mit dem Bau der Baumwollspinnerei im benachbarten Hohenfichte im Jahre 1833 entstanden in Metzdorf mehrere Arbeiterhäuser. 1839 wird eine Mühle (Neumühle) im Lößnitztal erwähnt. Ebenfalls im 19. Jahrhundert entstand nahe der Mündung der großen Lößnitz in die Flöha eine Parkettfabrik – zu DDR-Zeiten der „VEB Parkett-Holzwaren“. Am 1. Februar 1922 wurde Metzdorf nach Hohenfichte eingemeindet.
1893 erhielt Metzdorf mit dem gleichnamigen Haltepunkt Eisenbahnanschluss an der Schmalspurbahn Hetzdorf–Eppendorf–Großwaltersdorf im Lößnitztal. Am 4. Oktober 1925 wurde die Station in Hohenfichte Hp umbenannt. Der Betrieb auf der Strecke wurde 1967 eingestellt.

## Entwicklung der Einwohnerzahl
| Jahr | Einwohnerzahl                         |
| ---- | ------------------------------------- |
| 1551 | 5 besessene Mann, 4 Inwohner, 6 Hufen |
| 1764 | 4 besessene Mann, 10 Häusler, 6 Hufen |
| 1834 | 110                                   |

| Jahr | Einwohnerzahl |
| ---- | ------------- |
| 1871 | 249           |
| 1890 | 275           |
| 1910 | 291           |